# Acinodrillia amazimba
Acinodrillia amazimba é uma espécie de gastrópode do gênero Acinodrillia, pertencente a família Drilliidae.